# جغرافيا كرواتيا

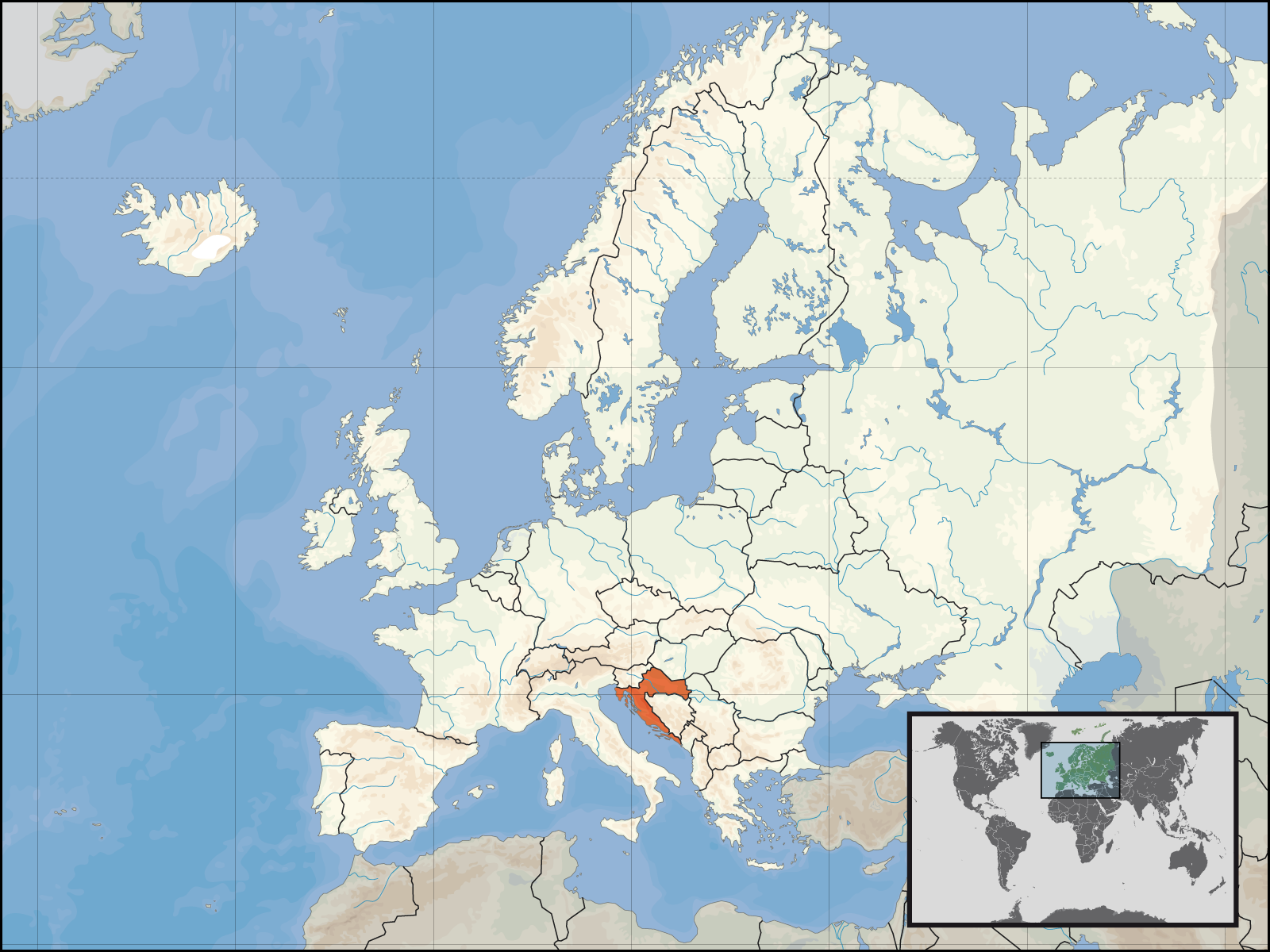
موقع كرواتيا بالنسبة لقارة أوروبا.

تُصنّف جغرافية كرواتيا بحسب موقعها الجغرافي ووصفها، فهي جزء من أوروبا الوسطى وجنوب شرق أوروبا، كذلك هي جزء من منطقة البلقان. تغطي أراضي كرواتيا مساحة 56,594 كيلومتر مربع (21,851 ميل مربع)، مما يضعها في الترتيب رقم 127 بين الدول الأكبر في العالم من حيث المساحة. تحدها البوسنة والهرسك وصربيا من الشرق، وسلوفينيا من الغرب، والمجر من الشمال، والجبل الأسود والبحر الأدرياتيكي من جهة الجنوب، وتقع في معظمها بين خطي عرض 42° و47° شمالاً، وخطي طول 13° و20° شرقاً. تشمل المياه الإقليمية الكرواتيّة مساحة 18,981 كم2 (7,329 ميل مربع)؛ بعمق 12 ميلاً بحرياً (22 كم أو 14 ميل)، وتضم مياهها الداخلية الواقعة ضمن خط الأساس عمق إضافي يُقدّر بـ 12498 كيلومتر مربع (4826 ميل مربع).
يظهر كل من سهل بانونيا وجبال الألب الدينارية معاً جنباً إلى جنب كشريط طولي موازي لحوض البحر الأدرياتيكي، فهما يخترقان الدول المُطلة على البحر. أي أنهما يُمثلان أجزاء كبيرة من جيومورفولوجية كرواتيا. الأراضي المنخفضة لها النصيب الأكبر في تشكيل سطح كرواتيا، رغم ذلك تظهر ارتفاعات أقل من 200 متر (660 قدم) فوق مستوى سطح البحر في 53,42% من مساحة البلاد. تُظهر الخريطة معظم الأراضي المنخفضة في المناطق الشمالية؛ وخاصة في سلافونيا، وهي نفسها جزء من سهل بانونيا. يُعتقد أن تناثر السهول مع هياكل النتق والصدوع الأخدودية قد كسر سطح بحر بانونيا البليوسيني كما حدث للجزر المواجهة. تم العثور على أكبر كثافة لها على ارتفاعات عالية نسبياً في مناطق ويكا وغورسكي كوتار في جبال الألب الدينارية. ولكن عموماً؛ توجد مناطق مرتفعة في جميع مناطق كرواتيا إلى حد ما. جبال الألب الدينارية تضم أعلى جبل في البلاد وهو جبل كوتار؛ الذي يبلغ ارتفاعه 1,831 متر (6,007 قدم). باقي الجبال الموجودة في كرواتيا يبلغ ارتفاعها أعلى من 1,500 متر (4,900 قدم). الساحل الكرواتي المُطل على البحر الأدرياتيكي يبلغ طوله 1,777.3 كم (1,104.4 ميل)، أما سواحل الجزر المواجهة للساحل الأساسي -والتي يبلغ عددها 1,246 جزيرة- فيبلغ طولها إجمالاً 4,058 كيلومتراً (2,522 ميل). الظواهر التضاريسية الكارستية تُشكّل حوالي نصف مساحة كرواتيا، ويظهر ذلك بصورة جليّة؛ خاصةً في جبال الألب الديناريّة والمناطق الساحليّة والجزر المواجهة لها.
يعتبر 62% من أراضي كرواتيا من ضمن أراضي تصريف حوض البحر الأسود. وتضم المنطقة أكبر الأنهار التي تتدفق في البلاد مثل أنهار الدانوب وسافا ودرافا. ما تبقى ينتمي إلى تصريف حوض البحر الأدرياتيكي، وأكبر الأنهار تصريفاً فيه هو نهر نيريتفا. معظم كرواتيا تتميز بمناخ معتدل دافئ وممطر على النحو المحدد في تصنيف كوبن المناخي. وتتراوح درجة الحرارة الشهرية بين -3 درجات و 18 درجة مئوية. كرواتيا لديها عدد من المناطق البيئية الطبيعية بسبب طبيعة مناخها وجيومورفولوجيتها، لذلك تعتبر البلاد هي الأكثر تنوعاً حيوياً في كل أوروبا. هناك أربعة أنواع من المناطق الجغرافية الحيوية في كرواتيا: البحر المتوسط على طول الساحل والمناطق الداخلية لها مباشرةً، وجبال الألب الدينارية في ليكا وغورسكي كوتار المرتفعة؛ وبانونيا على طول نهر الدانوب ودرافا، والإقليم القاري في بقية المناطق. هنالك 444 محمية طبيعية في كرواتيا، وتشمل 8.5% من مساحة البلاد، وهناك حوالي 37,000 نوع معروف في كرواتيا، ويقدّر العدد الإجمالي للأنواع بين 50,000 و 100,000 نوع معروف وغير معروف.
بلغ عدد السكان المقيمين بشكلٍ دائم في كرواتيا 4.29 مليون نسمة عام 2011. بلغت الكثافة السكانية 75.8 نسمة لكل كيلومتر مربع، ومتوسط العمر المتوقع العام في كرواتيا عند الولادة كان 75.7 عاماً. ويُشكّل الكروات العرقية الأعلى نسبة في البلاد بنسبة 89.6%، في حين يبلغ نسبة الصرب 4.5%، وتستوطن 21 عرقيّة أخرى البلاد بنسبة أقل من 1% لكل منهم، وكل هذه العرقيات معترف بوجودها في الدستور الكرواتي. وقد تم إعادة تقسيم المقاطعات عام 1992، وتنقسم حالياً إلى 20 مقاطعة بجانب منطقة العاصمة زغرب، وبهذه المقاطعات 127 مدينة و429 بلدية. ويبلغ معدل التحضر في كرواتيا نسبة 56% في المتوسط، وذلك يوضح تنامي عدد سكان الحضر مع تقلص عدد سكان الريف. أكبر مدينة كرواتية هي زغرب عاصمة البلاد، يبغ عدد سكان المدينة 686,568 نسمة، وبالإضافة إلى الضواحي وباقي المنطقة الإدارية الخاصة بالعاصمة يكون عدد السكان الإجمالي 978,161 نسمة. أيضاً هناك مدن كبرى أخرى بالبلاد مثل سبليت ورييكا اللتان يتخطى عدد سكان كل منهما حاجز 100,000 نسمة، وهناك خمس مدن أخرة يتخطون حاجز 50,000 نسمة.

## المنطقة والحدود
تُغطي مساحة كرواتيا 56594 كيلومتر مربع (21851 ميل مربع)، مما يجعل ترتيبها رقم 127 في الدول الأكبر مساحة في العالم. تُصنّف كرواتيا كجزء من دول جنوب شرق أوروبا والبلقان، كذلك تُعد من دول أوروبا الوسطى. يحد كرواتيا البوسنة والهرسك وصربيا من جهة الشرق، وسلوفينيا من جهة الغرب، والمجر من جهة الشمال، والجبل الأسود والبحر الأدرياتيكي من جهة الجنوب، وتقع في معظمها بين خطي عرض 42° و47° شمالاً، وخطي طول 13° و 20° شرقاً. هناك جزء مفصول من الأراضي الكرواتيّة يقع في أقصى الجنوب، يفصل هذا الجزء قطاع ساحلي صغير حول نيوم التي تتبع جمهوريّة البوسنة والهرسك، والتي لولاها لكانت البوسنة والهرسك دولة حبيسة.

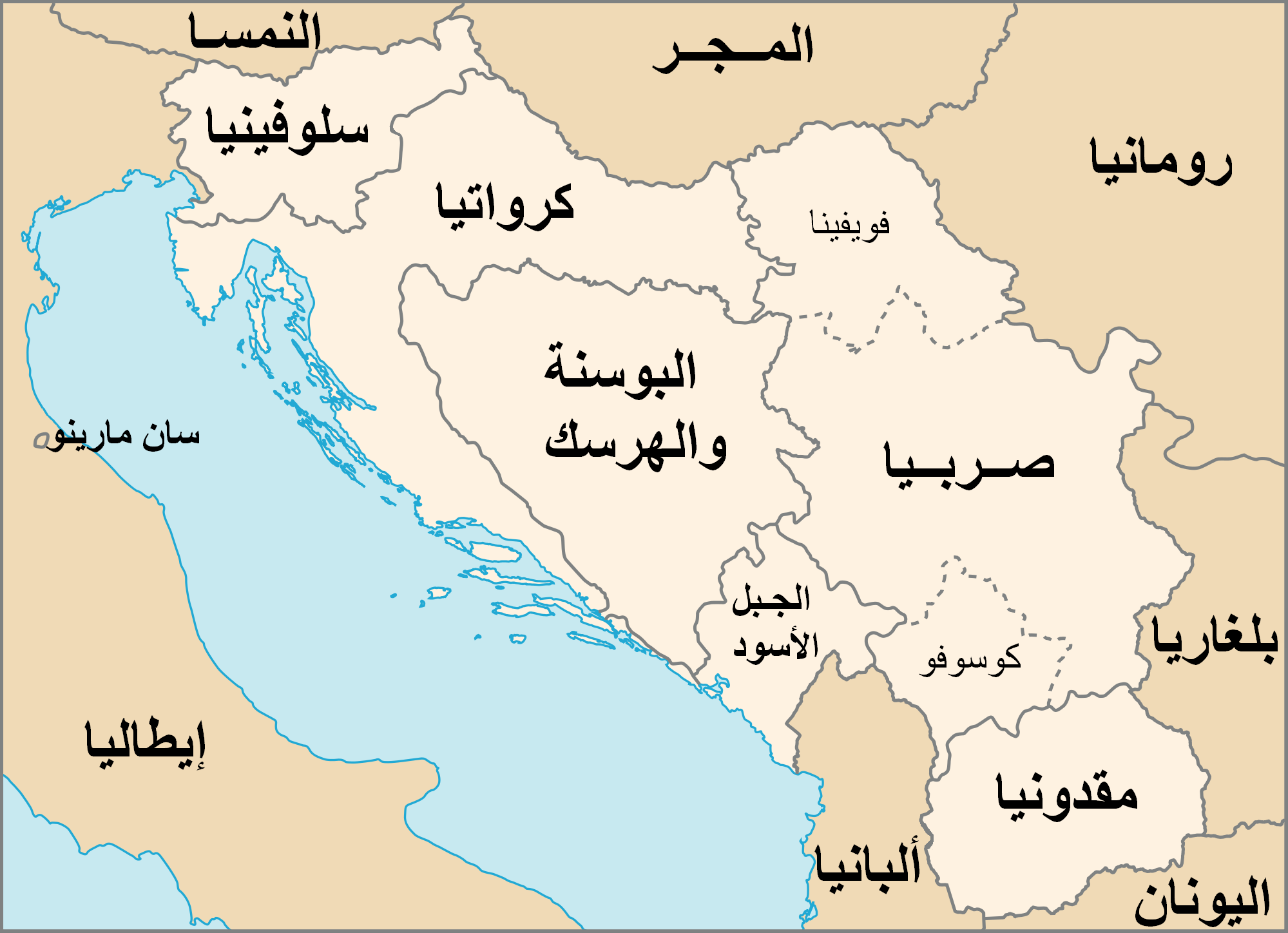
كرواتيا ضمن اتحاد يوغسلافيا.

ورثت كرواتيا حدودها الحاليّة من المجر ويوغوسلافيا؛ والتي يبلغ طولها 355.5 كيلومتراً (220.9 ميل). معظم الحدود مع المجر تقع في نهر درافا أو تيّار السرير، فهذا الجزء من الحدود يعود إلى العصور الوسطى. فقد تم رسم الحدود في ماجيموريه وبارانيا كحدود بين مملكة المجر ومملكة الصرب والكروات والسلوفينيين التي سُميّت لاحقاً باسم مملكة يوغوسلافيا وفقاً لمعاهدة تريانون عام 1920. الحدود الإجماليّة الحالية يتمثل منها 1011.4 كيلومتراً (628.5 ميل) مع البوسنة والهرسك، و22.6 كيلومتراً (14.0 ميل) مع الجبل الأسود، وهذه الحدود متأثرة إلى حدٍ هو إلى حد كبير نتيجة للتبعيّة العثمانية وما تلاه من إعادة الاستيلاء على أراضيها في الحرب التركية العظمى من 1667 - 1698 التي انتهت رسمياً وفقاً لمعاهدة كارلوفجة.
تأثرت الحدود كذلك بحرب كريت والحرب السابعة ما بين الدولة العثمانية وجمهورية البندقية. وقد حدثت على الحدود تعديلات طفيفة عام 1947 عندما تم ترسيم كافة حدود الجمهوريات اليوغسلافية، وذلك تنفيذاً لقرارات لجان ترسيم الحدود التي كونت طبقاً لقرارات مجلس التحرير الشعبي لمكافحة الفاشية في يوغسلافيا خلال أعوام 1943 و 1945؛ والتي صدرت بشأن تنظيم يوغسلافيا الاتحادية. تلك اللجان أقرّت أن بارانيا وماجيموريه ضمن الأراضي الكرواتية، علاوة على ذلك يصل طول الحدود في الوقت الحاضر إلى 317.6 كيلومتراً (197.3 ميل) بين صربيا وكرواتيا في سيرميا كذلك تمتد الحدود بينهما على طول نهر الدانوب بين إيلوك و فم نهر درافا ثم شمالاً حتى الحدود المجرية في قسم إيلوك - درافا؛ الذي كان مُواجهاً للحدود بين المملكة الكرواتية السلافونية ومقاطعة باكس- بودروغ التي كانت موجودة حتى عام 1918؛ أي حتى نهاية الحرب العالمية الأولى. وقد رُسمت أيضاً معظم الحدود مع سلوفينيا من قِبل نفس اللجان بطول 667.8 كيلومتراً (415.0 ميل)؛ وهي مطابقة للحدود الشمالية الغربية للمملكة الكرواتية السلوفينية قديماً، وتم إنشاء قسم جديد لباقي الحدود بينهما شمال شبه جزيرة إستريا وفقاً للتركيب العرقي للسكان؛ مع العلم أن هذا الإقليم كان خاضعاً لحكم مملكة إيطاليا.
وفقا لمعاهدة السلام مع إيطاليا عام 1947؛ ضُمت الجزر كريس ولاستوفو وبلاجروسا؛ ومدن: زادار ورييكا ومعظم آستريا لكرواتيا التي أصبحت تابعة لاتحاد يوغوسلافيا، في حين تم اقتطاع جزء من إقليم تريست الحر لتصبح دولة ومدينة في نفس الوقت. تم تقسيم المنطقة عام 1954 كما رسمت حدودها وأصبح الجانب الشمالي منها تحت السيطرة الإيطالية، والبقية تحت السيطرة اليوغوسلافية. تم إجراء تسوية دائمة بموجب معاهدة أوسيمو عام 1975. فتم تقسيم المنطقة التابعة تحت السيطرة اليوغوسلافية بين كرواتيا وسلوفينيا، وهذا التقسيم مطابق إلى حد كبير للتكوين العرقي للسكان بالمنطقة.

خريطة كرواتيا، مُعدة من قِبل قسم إعداد ورسم الخرائط بالجمعية العامة للأمم المتحدة.

في أواخر القرن التاسع عشر، أنشأت الإمبراطورية النمساوية المجرية شبكة جيوديسية، والتي بها تم تحديد الارتفاع القياسي حسب مستوى البحر الأدرياتيكي والارتفاع المتوسط على رصيف سارتوريو في تريستا. في وقتٍ لاحق؛ أُبقي هذا المعيار في النمسا واعتمدتها يوغوسلافيا، واحتفظت بها الدول التي ظهرت بعد حلّه؛ بما في ذلك كرواتيا.
| سلوفينيا        | 667.8 كـم (415.0 ميل)     |
| المجر           | 355.5 كـم (220.9 ميل)     |
| صربيا           | 317.6 كـم (197.3 ميل)     |
| البوسنة والهرسك | 1,011.4 كـم (628.5 ميل)   |
| الجبل الأسود    | 22.6 كـم (14.0 ميل)       |
| المجموع         | 2,374.9 كـم (1,475.7 ميل) |

### نقاط جغرافية متطرفة البُعد
النقاط الجغرافية المتطرفة في كرواتيا هي آبنيك بمقاطعة ماجيموريه كنقطة متطرفة شمالية. أما النقطة المتطرفة الشرقية فهي بالقرب من إيلوك رادجيفكس بمقاطعة فوكوفار-سيرميا. بالقرب من كيب اكو باشانيجا في مقاطعة إستريا كنقطة غرب وجزيرة في أرخبيل جاليولا بالاجروشا (بالكرواتية: Galijula Palagruža) في سبليت بمقاطعة دالماسيا كنقطة الجنوب. في الساحل الرئيسي، رأس أوسترا وشبه جزيرة بريفلاكا في مقاطعة دوبروفنيك-نيريتفا هما أقصى النقاط الجغرافيّة تطرفاً في الجنوب.
| أقصى الشمال | جابنيك              | سفيتي مارتن وموري    | ماجيموريه         |                                         |
| أقصى الجنوب* | غاليولا             | بالاغروجا            | سبليت-دالماسيا    |                                         |
| أقصى الجنوب* | رأس أوشترا          | شبه جزيرة بريفلاكا   | دوبروفنيك-نيريتفا |                                         |
| أقصى الشرق | رادجفاك             | إيلوك                | فوكوفار-سيرميا    |                                         |
| أقصى الغرب | رأس لاكو            | أوماج                | إستريا            |                                         |
| أعلى نقطة | قمة الألب الدينارية | جبال الألب الدينارية | شيبينيك-كنين      | 1,831 م (6,007 قدم) فوق مستوى سطح البحر |
| أدنى نقطة | البحر الأدرياتيكي   | البحر الأبيض المتوسط | ؟                 | مستوى سطح البحر،                        |
| * كيب أوسترا هي النقطة الواقعة في أقصى جنوب الساحل الرئيسى، بينما جاليولا (بالكرواتية: Galijula) هي النقطة الواقعة في أقصى جنوب الأراضي الكرواتية. |                     |                      |                   |                                         |

### الإدعاءات البحريّة
[[ملف:ZERP.jpg|200px|تصغير|{{مؤشر لوني|#0066FF|الجزء الكرواتي من منطقة حماية البيئية والثروة السمكية بالبحر الأدرياتيكي.|alt=Map with water in the center]]

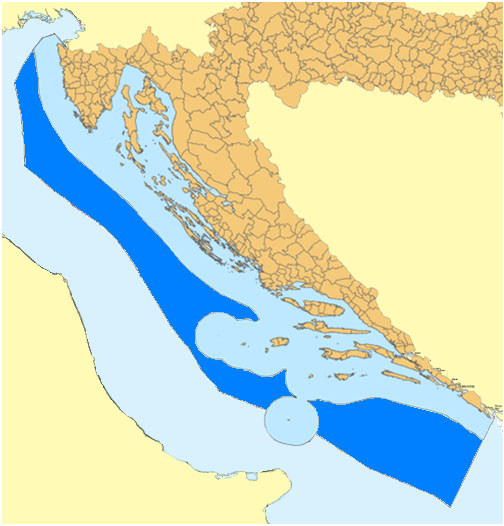
مؤشر لوني|#0066FF|الجزء الكرواتي من منطقة حماية البيئية والثروة السمكية بالبحر الأدرياتيكي.|alt=Map with water in the center

اتفقت كلا من إيطاليا ويوغوسلافيا نسبياً على ترسيم حدود الجرف القاري في البحر الأدرياتيكي عام 1968، تبع ذلك توقيع اتفاقية إضافية على الحدود في خليج تريستي في عام 1975 وفقاً لمعاهدة أوسيمو. كذلك اعتمدت ألبانيا -المُطلة كذلك على البحر الأدرياتيكي- تلك الإتفاقيات قبل تفكك يوغوسلافيا. وقد كانت يوغوسلافيا أعلنت مبدئياً أن عمق حدودها البحرية هو 15 ميلاً بحرياً (28 كم، 17 ميل)، وخفضتها لاحقاً إلى 12 ميلاً بحرياً (22 كم، 14 كم) وفقاً للمعايير الدولية ونظم خط الأساس. بعد تفكك يوغوسلافيا أكدت كل الدول المكونة للاتحاد على احترامها للإتفاقيات السابقة. وقد أعلنت كرواتيا بعد ذلك أنها توسعت نحو المنطقة الخاصة بحماية البيئة والثروة السمكية لتصبح جزءاً من منطقتها الاقتصادية الخالصة لتوسيع حدود الجرف القاري الخاص بها. أصبحت المياه الإقليمية الكرواتيّة تشمل مساحة 18,981 كيلومتر مربع (7,329 ميل مربع)، وتستوعب داخل مياهها الداخلية من خط الأساس مساحة إضافيّة تبلغ 12,498 كيلومتر مربع (4,826 ميل مربع).

### الخلافات الحدودية

#### الخلافات الحدوديّة البريّة
الخلافات الحدودية البرية تختص بشرائح صغيرة نسبياً من الأرض. فالنزاعات الحدودية بين كرواتيا وسلوفينيا  تظهر في الجانب الأدنى من مجرى نهر دراغونيا؛ حيث أن سلوفينيا تدعي أن من حقها ثلاث قرى صغيرة على ضفة النهر اليسرى. وعلى طول مجرى نهر مورا؛ حيث تطالب سلوفينيا الحدود لتكون على طول مجرى النهر الحالي بدلاً من طول الأطروحات السابقة وتدعي بامتكلاكها قطعة أرض بجوار هوتيزا تعتبر غير مأهولة بالسكان تقريباً. ونتيجة لذلك، قامت سلوفينيا -وهي دولة عضو بالاتحاد الأوروبي- بربط عضوية كرواتيا بالاتحاد بحلّ مشكلة الخلافات الحدودية بينهما، ما أوقف المحادثات مع كرواتيا بشأن انضمامها الاتحاد الأوربي حتى تم الاتفاق على التحكيم الدولي الإلزامي. وذلك بعد توقيع إتفاقية مشتركة بين البلدين في العاصمة السويدية ستكهولم عام 2009. وكان ذلك نتيجة لجهود أوروبية  ومصرية  لحل الخلاف. ونتيجة لهذا الإتفاق؛ فقد سحبت سلوفينيا اعتراضها ضد كرواتيا.
هناك أيضا نزاعات على الحدود البرية بين كرواتيا وصربيا. يسيطر كلا البلدين على ضفة من ضفاف نهر الدانوب، ولكن كرواتيا تدّعي أن خط الحدود أن يتبع الحدود الإدارية بين البلديات السابقة التي كانت تتبع كلا من جمهورية كرواتيا الاشتراكية وجمهورية صربيا الاشتراكية على طول النهر بحسب المُحدد من قِبل اللجنة اليوغسلافية عام 1947. أيضاً تطالب كرواتيا بضم فوكوفار وجزر شارنجراد بنهر الدانوب وأراضيها.
هناك أيضاً نزاع حدودي مع البوسنة والهرسك، تدعي كرواتيا أحقيتها في قناة على الضفة الغربية من نهر أونا تدعى قناة أونشيستسا؛ كذلك الحدود في كوستاينيتشا هرفاتسكا، في حين أن البوسنة والهرسك تتمسك بأحقيتها في النهر وتريد الوضع كما هو.

#### الخلافات الحدوديّة البحريّة
بدأت كلا من كرواتيا وسلوفينيا المفاوضات بينهما عام 1992 لتحديد الحدود البحرية في خليج بيران، لكنهما فشلتا في الاتفاق، مما أدى احتدام إلى النزاع. فيما بعد أعلنا كلا البلدين أن مناطقهما الاقتصادية في الخليق تتداخل فيما بينها جزئياً. طلبت كرواتيا بعد ذلك طلباً إلى الاتحاد الأوروبي للانضمام له كدولة عضو؛ لكن الاتحاد قد علٌق الطلب في البداية حتى تحل نزاعاتها الحدوديّة البحريّة مع سلوفينيا. في نهاية المطاف تمت تسوية الأزمة بالاتفاق على قبول قرار لجنة التحكيم الدولية التابعة للأمم المتحدة؛ مما أتاح لكرواتيا التقدم نحو عضوية الاتحاد الأوروبي. تمت تسويتها في نهاية المطاف هذه مع الاتفاق على قبول قرار تعيين لجنة التحكيم الدولية حتى عبر الأمم المتحدة، مما مكّن كرواتيا من التقدم في مسيرة الانضمام للاتحاد الأوروبي.
استقرت الحدود البحرية رسمياً بين جمهورية البوسنة والهرسك وكرواتيا عام 1999، ولكن تخلف عن ذلك عدد قليل من المناطق المتنازع عليها، كشبه جزيرة كليك واثنين من الجزر في المنطقة الحدوديّة بينهما. أيضاً يوجد خلاف بين كرواتيا وجمهورية الجبل الأسود في شبه جزيرة بريفلاكا بخليج كوتور. وقد تفاقم الوضع بسبب احتلال شبه الجزيرة سابقاً من قِبَل الجيش الشعبي اليوغوسلافي الذي سُميّ لاحقاً بجيش صربيا والجبل الأسود، والتي بدورها حلت محلها بعثة مراقبي الأمم المتحدة التي استمرت حتى عام 2002. احترمت كرواتيا اتفاقاً يسمح بوجود حضور واضح للجبل الأسود بمياهها الإقليمية في الخليج، والنزاع أصبح الآن أقل إثارة للجدل منذ استقلال الجبل الأسود عن صربيا عام 2006.

## الجغرافيا الطبيعيّة

### تضاريس
تظهر معظم أراضي كرواتيا كأراضي منخفضة، مع ارتفاعات أقل من 200 متر (660 قدم) فوق مستوى سطح البحر؛ والمسجلة في 53.42% من مساحة البلاد. توجد معظم الأراضي المنخفضة في المناطق الشمالية من البلاد، وخاصة في سلافونيا، وهو ما يمثل جزءاً من حوض بانونيا. أما المناطق التي ترتفع من 200 إلى 500 متر (660 حتي 1,600 قدم) فوق مستوى سطح البحر تشمل 25.61% من أراضي كرواتيا، والمناطق بين 500 و1,000 متر (1,600 و3,300 قدم) فوق مستوى سطح البحر تغطي 17:11% من مساحة من البلاد. المناطق ذات ارتفاع من 1,000 حتى 1,500 متر (3,300 حتى 4,900 قدم) فوق مستوى سطح البحر تُشكّل 3.71% من المساحة الإجمالية للبلاد. أيضاً يرتفع فقط 0.15% من أراضي كرواتيا أعلى من 1,500 متر (4,900 قدم) فوق مستوى سطح البحر. أكثر المناطق التي تعرف بأنها ذات ارتفاعات عالية نسبياً هي مناطق ويكا وغورسكي كوتار في جبال الألب الدينارية، ولكن توجد أشباه لمثل هذه المناطق في جميع أنحاء كرواتيا تقريباً. بشكلٍ عام؛ يُشكل كلا من حوض بانونيا وجبال الألب الدينارية أجزاء كبيرة من جيومورفولوجية كرواتيا، مثلها كمثل باقي دول حوض البحر الأدرياتيكي.

#### حوض البحر الأدرياتيكي
الساحل الكرواتي الرئيسي على البحر الأدرياتيكي يبغ طوله 1,777.3 كم (1,104.4 ميل) بشكل طولي، في حين أن الجزر المواجهة للساحل -الكبيرة والصغيرة التي يبلغ تعدادها 1246 جزيرة يبلغ طول سواحلها الإجمالية 4,058 كيلومتر (2,522 ميل). المسافات بين النقاط المتطرفة في الساحل الكرواتي تبلغ 526 كيلومتراً (327 ميل). عدد من هذه الجزر تظهر جليّا للعيان فقط عند انخفاض المد وحدوث الجَزر. أكبر الجزر في البحر الأدرياتيكي هي جزيرة كريس وجزيرة كرك، يغطي كل منها 40,578 كيلومتر مربع (156.67 ميل مربع). جزيرة براك هي أكثر الجزر ارتفاعاً لتصل إلى 780 متر (2,560 قدم) فوق مستوى سطح البحر. وتشمل الجزر المأهولة بشكلٍ دائم 48 جزيرة فقط، ومن بينت الجزر الأكثر اكتظاظاً بالسكان جزيرة كوركولا وجزيرة كرك.
خط الساحل مُسنن أكثر من ساحل في البحر الأبيض المتوسط. ويتميز غالبية الساحل بوجود التضاريس الكارستية، تكونت من طبقة كربونات الأدرياتيكي. التضاريس الكارستية بدأت تكونها بشكل واضح بعد مرحلة التكوين النهائية لجبال الألب الدينارية خلال حقبتي الأوليجوسين والميوسين، عندما تعرضت صخور الكربونات للتأثيرات الجوية مثل الأمطار، وهذه الطبقة ممتدة حتى 120 متر (390 قدم) تحت مستوى سطح البحر الحالي، وقد تعرضت خلال العصر الجليدي الأخير لأقصى انخفاض مستوى سطح البحر. يقدر أنه تتصل بعض هذه التكوينات الكارستية في وقت مبكر إلى قطرات من مستوى سطح البحر، ما يبرهن ذلك قديماً أزمة ملوحة البحر الميوسيني، وهو البحر المتوسط حالياً. الجزء الأكبر من الساحل الشرقي يتكون من صخور الكربونات، بينما صخرة الـFlysch [الإنجليزية] تظهر بشكل ملحوظ في ساحل خليج تريستي، على ساحل خليج كفارنير المقابل لكرك، ودالماتيا شمال سبليت. وهناك مناطق من صغيرة من الطمي نسبياً في ساحل البحر الأدرياتيكي الكرواتي، ومن أبرز هذه المناطق دلتا نهر نيريتفا. أرض إستريا الغربية ما زالت في هبوط تدريجي، بعد أن غرقت حوالي 1.5 متر (4 قدم و11 بوصة) في السنوات الـ2000 الماضية.
في الحوض الأوسط للبحر الأدرياتيكي، تظهر عدد من الأدلة على وجود نشاط بركاني من العصر البرمي في محيط مدينة كوميزا [الإنجليزية] بجزيرة فيس، بالإضافة إلى الجزر البركانية من جابوكا [الإنجليزية] وبروسنيك [الإنجليزية]. والزلازل كثيرة الحدوث في المنطقة المحيطة بالبحر الأدرياتيكي، على الرغم من أن معظمها خفيفة جداً ولا يشعر بها السكان؛ ولكن قد تحدث زلازل كبرى أو مدمرة كل بضعة عقود أو قرون.

#### جبال الألب الدينارية
تكونت جبال الألب الدينارية خلال العصر الجوراسي المتأخر وأوائل حقبة الحياة الحديثة. وجبال الألب الدينارية في كرواتيا تشمل كامل مناطق غورسكي كوتار وويكا، فضلاً عن أجزاء كبيرة من دالماتيا، فهي تمتد من شمال شرق جُمبراك (بالكرواتية: Žumberak) بطول 1,181 متر (3,875 قدم) حتى منطقة بانوفينا بالتوازي مع نهر سافا، ويظهر الجانب الغربي بطول 1272 متر (4173 قدم) في ساكسيريا؛ و 1,396 متر (4,580 قدم) في جبال أوكا في إستريا. جبل دينارا 1,831 متر (6,007 قدم) هو أعلى جبال سلسلة جبال الألب الدينارية؛ وكذلك هو أعلى جبال كرواتيا. هناك أيضاً جبال ارتفاعها أعلى من 1500 متر (4900 قدم) وهي: بيوكوفو وفيليبيت وبلجيسسفيكا وفاليكا كابيلا وريسنجاك وسيفيلاجا.
التضاريس الكارستية تشكل حوالي نصف كرواتيا؛ تظهر بصورة خاصة في جبال الألب الدينارية. أيضاً هناك العديد من الكهوف في كرواتيا، و 49 من هذه الكهوف أعمق من 250 متر (820.21 قدم)، و14 أخرى أعمق من 500 متر (1,640.42 قدم)، وثلاثة أعمق من 1,000 متر (3,280.84 قدم). أما أطول كهف في كرواتيا فهو كهف كيتا جاساسينا، هو في نفس الوقت أطول كهف في جبال الألب الدينارية بطول 20656 متر (67.769 قدم).
| أعلى القمم الجبلية في كرواتيا | أعلى القمم الجبلية في كرواتيا | أعلى القمم الجبلية في كرواتيا | أعلى القمم الجبلية في كرواتيا |
| الجبل                         | قمة                           | ارتفاع                        | الإحداثيات                    |
| ----------------------------- | ----------------------------- | ----------------------------- | ----------------------------- |
| دينارا                        | دينارا                        | 1,831 م (6,007 قدم)           |                               |
| بيوكوفو                       | القديس جرجس                   | 1,762 م (5,781 قدم)           |                               |
| فيليبيت                       | فاجانسكي                      | 1,757 م (5,764 قدم)           |                               |
| بلجيسسفيكا                    | أوزيبلين                      | 1,657 م (5,436 قدم)           |                               |
| فاليكا كابيلا                 | بيلولاشيتشا-كولا              | 1,533 م (5,030 قدم)           |                               |
| ريسنجاك                       | ريسنجاك                       | 1,528 م (5,013 قدم)           |                               |
| سيفيلاجا                      | سيفيلاجا                      | 1,508 م (4,948 قدم)           |                               |
| سيجنيك                        | سيجنيك                        | 1,506 م (4,941 قدم)           |                               |

#### حوض بانونيا
أخذ حوض بانونيا شكله الحالي نتيجة لسببين، الأول هو ترقق وتعرية الغطاء الميوسيني؛ والثاني نتيجة لهبوط تكوينات القشرة الأرضية خلال الفترة الأخيرة من حقبة الحياة القديمة لتكون الجبال. تكونيات الحقبة الوسطى وحقبة الحياة القديمة تظهر في جبل بابوك (بالكرواتية: Papuk) والجبال السلافونية الأخرى. أدت هذه التغييرات خلال حقب الوسطى والحياة القديمة إلى ظهور سلاسل بركانية طبقية في الحوض منذ 12 إلى 17 مليون سنة، ويظهر داخل الحوض ترسبات كثيفة تصل عمرها إلى 5 ملايين سنة؛ وكذلك تظهر صخور بازلت فيضانات منذ 7,5 مليون سنة. والارتفاعات التكتونية المعاصرة لجبال الكاربات قطعت تدفق وسريان الماء إلى البحر الأسود وبحر بانونيا الذس شُكل في الحوض. ثم نقلت الرواسب إلى الحوض بسبب رفع جبال الكاربات والألب الدينارية، مع الرواسب النهرية العميقة لا سيما أن أودعت في عصر البليستوسين خلال تشكيل جبال الدانوب. وفي النهاية، أودع ما يصل إلى 3,000 متراً (9,800 قدم) من الرواسب في الحوض، ومن ثم نضوب البحر في نهاية المطاف.

### وصف المياه
%62 من إجمالي مياه الأنهار تصب في البحر الأسود، وتضم أكبر الأنهار التي تتدفق في البلاد: نهر الدانوب ونهر سافا ونهر درافا، ونهر مورا ونهر كوبا. بقية الأنهار تصب في حوض البحر الأدرياتيكي، وأكبر تلك الأنهار تصريفاً حتى الآن هو نهر نيريتفا. أطول الأنهار في كرواتيا هو نهر سافا، ويبلغ طوله 562 كيلومتراً (349 ميل). أما نهر درافا فيبلغ طوله 505 كيلومتراً (314 ميل)،ونهر كوبا يبلغ طوله 296 كيلومتراً (184 ميل) وقسم من نهر الدانوب يمر بكرواتيا يبلغ طوله 188 كيلومتراً (117 ميل). أطول الأنهار التي تصب في البحر الأدرياتيكي هو نهر ستينا بطول 101 كيلومتر (63 ميل)، و20 كيلومتراً (12 ميل) هو طول لقسم من نهر نيريتفا.
أكبر البحيرات في كرواتيا هي بحيرة فرانا بمساحة 30.7 كيلو متر مربع و(11.9 ميل مربع) وتقع في شمال دالماسيا. وبحيرة دوبرافا بمساحة 17.1 كيلومتر مربع (6.6 ميل مربع) بالقرب من فرازدين،    وبحيرة بيروكا 13.0 كيلومتر مربع (5.0 ميل مربع) على نهر ستينا، وبحيرة ببروكليان بمساحة 11.1 كيلومتر مربع (4.3 ميل مربع) بالقرب من سكرادين، وبحيرة فرازدين بمساحة 10.1 كيلومتر مربع (3.9 ميل مربع) والتي ينبع منها نهر درافا بالقرب فرازدين. أكثر البحيرات شهرة في كرواتيا هي بحيرات بليتفيتش، وهي نظام مائي مكون من 16 بحيرة وشلال متصلة ببعضها، وتتميز بألوان مميزة مثل الفيروزي الأخضر النعناعي والرمادي والأزرق. جدير بالذكر أن كرواتيا لديها مساحات كبيرة من الأراضي الرطبة.

### المناخ
تتميز معظم أنحاء كرواتيا بمناخ معتدل دافئ وقاري ممطر بحسب تصنيف كوبن للمناخ. تتراوح درجات الحرارة في المتوسط شهرياً بين -3° مئوية (27° فهرنهايت) (في يناير) و18° مئوية (64° فهرنهايت) (في يوليو). أبرد مناطق البلاد هي ليكا وغورسكي كوتار، حيث يظهر الجليد بالغابات على ارتفاعات فوق 1200 متر (3900 قدم). أكثر مناطق كرواتيا دفئاً تقع على ساحل البحر الأدرياتيكي؛ خصوصاً في المناطق النائية، والتي تتمتع بمناخ البحر المتوسط المحافظة على مستويات لدرجات الحرارة. وبناءً على ذلك، تظهر ذروة درجات الحرارة في المناطق القارية: أقل درجة حرارة تم تسجيلها كانت -35.5° مئوية (-31.9 ° فهرنهايت) يوم 3 فبراير عام 1919 في تشكوفيكس (بالكرواتية: Čakovec)، وأعلى درجة حرارة كانت 42.4° مئوية (108.3° فهرنهايت) تم تسجيلها في 5 يوليو عام 1950 في كارلوفاك (بالكرواتية: Karlovac).
هطول الأمطار المعدل السنوي يتراوح بين 600 إلى 3500 ملليمتر بحسب المنطقة الجغرافية ونمط المناخ السائد. يتم تسجيل أقل هطول للأمطار في الجزر الخارجية (فيس، بيشيفو، لاستوفو، سفيتاك) وفي الأجزاء الشرقية من سلافونيا، ومع ذلك تحدث هذه الحالة خلال موسم النمو الزراعي. ويلاحظ أن معظم الأمطار تهطل على جبال دينارا وفي غورسكي كوتار.
الرياح السائدة في المناطق الداخلية هي خفيفة إلى معتدلة شمال شرقأ أو جنوب غرب المنطقة الساحلية، ويتم تحديد الرياح السائدة بحسب السمات الجغرافية للمناطق المحلية. وغالباً ما تسجل أعلى سرعات الرياح في الأشهر الباردة على طول الساحل، مثلما يحدث عموماً في بوراس (بالكرواتية: Buras) أو أقل في كثير من الأحيان كما في سيروكوس (بالكرواتية: Siroccos). أكثر المناطق المشمسة في البلاد هي الجزر الخارجية: هفار وكوركولا، حيث سجلت أكثر من 2700 ساعة من أشعة الشمس سنوياً، تليها منطقة جنوب البحر الأدرياتيكي بشكل عام وشمال ساحل البحر الأدرياتيكي وسلافونيا، ويُسجل في هذه المناطق أكثر من 2000 ساعة من أشعة الشمس سنوياً.

### التنوع الأحيائي
يمكن تقسيم كرواتيا إلى عدد من المناطق الأحيائية بسبب مناخها    وجيومورفولوجيتها، وبناءً على ذلك، تعد البلاد واحدة من أغنى بلدان في أوروبا من حيث التنوع الأحيائي. هناك أربعة أنواع من المناطق الجغرافية الحيوية في كرواتيا: البحر المتوسط على طول الساحل والمناطق الداخلية لخط الساحل مباشرةً، وجبال الألب في معظم ليكا وغورسكي كوتار، وبانونيا على طول نهر الدانوب ودرافا، وبقية المناطق القاريّة. أهم المواطن هي الكارستية، وخاصةً المناطق الكارستية المغمورة، مثل أودية وزرمانيا كركا وحواجز توفا، فضلاً عن المواطن الموجودة تحت الأرض. الجيولوجيا الكارستية أنتجت ما يقرب من 7000 منجم وكهف، ويسكن عدد كبير منها من الـ troglobitic (والتي تقطن الكهوف فقط) مثل حيوان الأولم؛ وهو سمندل الكهف. الغابات كذلك تشمل مساحات شاسعة من يابس البلاد، حيث أنها تغطي 26487.6 كيلو متر مربع (10226.9 ميل مربع) أي ما يمثل 46.8% من مساحة أراضي كرواتيا. هناك أنواع أخرى لمواطن الكائنات الحية في الأراضي الرطبة والأراضي العشبية والمستنقعات، كذلك في الفينات والشجيرات. أيضاً هناك مواطن ساحلية ومواطن بحرية.
بحسب علم الجغرافيا النباتية، كرواتيا تعد جزءاً من المملكة الشمالية، وعلى وجه التحديد فهي جزء من المناطق الإيليرية والمناطق الوسطى الأوروبية ومنطقة البحر الأدرياتيكي الذي يعتبر جزي من منطقة إقليم البحر المتوسط. الصندوق العالمي لحماية الطبيعة في كرواتيا قسَّم الأرض إلى ثلاث مناطق حيوية: الغابات المختلطة في بانونيا، والغابات المختلطة في جبال الألب الدينارية، والغابات النفضية الإيليرية. المجال الحيوي البيئي في كرواتيا يتضمن ذوات الأوراق العريضة المعتدلة المناخ في الغابات المختلطة وغابات البحر الأبيض المتوسط، وغابات الشجيرات؛ كلها تعد في مملكة بالياركتيك البيئية.
في كرواتيا وحدها 38,226 نوعاً من الكائنات الحية المعروفة، منها 2.8% متوطنة في البلاد، ويقدر العدد الفعلي (بما في ذلك الأنواع غير المكتشفة) بين 50,000 و 100,000 نوع. ويدعم هذا التقدير ما يقرب من 400 من الأنواع الجديدة من اللافقاريات التي اكتشفت في كرواتيا ما بين عاميّ 2000 و 2005 فقط. هناك أكثر من ألف من الأنواع المتوطنة، وخاصة في فيليبيت وجبال بيوكوفو وجزر البحر الأدرياتيكي والأنهار الكارستية. والقوانين الكرواتية تتكفل بحماية 1131 نوع. يتطون في البلاد عدد منأصناف النباتات الأصلية وأيضاً بالنسبة للحيوانات الأليفة، فهي تشمل خمس سلالات من الخيول، وخمس سلالات من الماشية، وثمانية سلالات من الأغنام، واثنين من سلالات الخنازير وسلالة الدواجن. حتى السلالات الأصلية تشمل تسعة مهددة بالانقراض.
| النباتات                 | 8,871  | 523   | 5.90%  |
| الفطريات                 | 4,500  | 0     | -      |
| الأشنيات                 | 1,019  | 0     | -      |
| الثدييات                 | 101    | 5     | 4.95%  |
| الطيور                   | 387    | 0     | -      |
| الزواحف                  | 41     | 9     | 21.95% |
| البرمائيات               | 20     | 7     | 35.00% |
| أسماك المياه العذبة      | 152    | 17    | 12.00% |
| الأسماك البحرية          | 442    | 6     | 1.36%  |
| اللافقاريات الأرضية      | 15,228 | 350   | 2.30%  |
| لا فقاريات المياه العذبة | 1,850  | 171   | 9.24%  |
| لافقاريات بحرية          | 5,655  | 0     | -      |
| المجموع                  | 38,266 | 1,088 | 2.84%  |

هنالك 444 محمية كرواتية تشمل 8.5% من إجمالي مساحة البلاد. تشمل 8 متنزهات وطنية، و 2 منتزه احتياطي، و11 متنزه طبيعي وتمثل حوالي 78% من إجمالي مساحة المحميات. المنطقة الأكثر شهرة وأقدم حديقة وطنية في كرواتيا هي محمية بحيرات بليتفيتش الوطنية، وتعد كذلك من مواقع التراث العالمي لليونسكو. محمية فيليبيت هي جزء من برنامج الإنسان والمحيط الحيوي. تتم إدارة الاحتياطيات بشكل خاص وصارم، فضلاً عن المتنزهات الوطنية والطبيعية، وتتم حمايتها من قِبَل الحكومة المركزية في زغرب، في حين تتم إدارة المناطق المحمية الأخرى من قِبَل المقاطعات. في عام 2005، تم وضع الشبكة الوطنية البيئية كخطوة أولى تمهيداً لعضوية الاتحاد الأوروبي والانضمام إلى شبكة الطبيعة 2000.
تدمير المواطن أو البيئات يمثل تهديداً للتنوع الأحيائي في كرواتيا، وفالتوسع في الزراعة يتم في الغالب على حساب البيئات الطبيعية السابقة، كما يحدث في الامتداد العمراني وإنشاء أو توسيع الطرق. ثمة خطر آخر يتهدد التنوع البيولوجي هو إدخال الأنواع الغازية. ولذلك يتم رصد الطحالب الغازية وإزالتها بانتظام لحماية البيئات القاعية تحت سطح الأرض. فتحديداً تعتبر الزراعة الأحادية تهديداً للتنوع الأحيائي.

### البيئة
البصمة البيئية لسكان كرواتيا والصناعة يختلفان اختلافاً كبيراً بين المناطق في البلاد، حيث أن 50% من إجمالي السكان يتواجدون في مساحة 26.8% من إجمالي مساحة البلاد، ويظهر التأثير الكبير لسكان مدينة زغرب ومقاطعة زغرب التي تضم مجتمعة حوالي 25% من إجمالي السكان رغم أن المساحة الكليّة للمدينة والمقاطعة معاً تبلغان حوالي 6.6% فقط من مساحة البلاد. أيضاً من أبرز البصمات البيئية زيادة تنمية المستطونات والساحل البحري، مما يؤدي في الحقيقة إلى تجزئة البيئيات الحيوية. بين عامي 1998 و 2008، ظهرت أكبر التغييرات للأراضي الكرواتية كانت تخص أراضي المناطق المتقدمة صناعياً، لكن حجمها لا يكاد يُذكر مقارنة بالتنمية الصناعية للدول الأعضاء بالاتحاد الأوروبي.
وكالة البيئة الكرواتية مؤسسة عامة أنشئت من قبل حكومة كرواتيا لجمع وتحليل المعلومات عن البيئة، وحددت بالفعل المشاكل البيئية فضلاً عن زيادة الدرجات المختلفة من التقدم المحرز فيما يتعلق بكبح جماح تأثير هذه المشكلات على البيئة، والتي تشمل عدم كفاية مقالب القمامة القانونية فضلاً عن وجود مدافن للنفايات غير قانونية، وبين عامي 2005 و 2008، أذن لـ 62 مقلب قمامة وتمت إعادة تأهيل 423 مدفن نفايات غير قانوني. في الفترة نفسها، تضاعف عدد التراخيص الصادرة من إدارة النفايات، في حين أن الحجم السنوي للنفايات الصلبة في البلديات يساوي 23%؛ أي 403 كجم من القمامة لكل نسمة. عمليات تحمض التربة وتدهور العضوية مسألة موجودة في جميع أنحاء كرواتيا، مع وضوح زيادة مستويات ملوحة التربة في سهل نهر نيريتفا والمناطق تنتشر التربة القلوية في سلافونيا.
مستويات تلوث الهواء الكرواتية تعكس انخفاضاً واضح في الإنتاج الصناعي، فقد سجلت في عام 1991 في بداية الحرب الاستقلال كرواتية مستويات الانبعاثات قبل الحرب تم التوصل في عام 1997 فقط. وقد أدى استخدام الوقود منزوع الكبريت المهدرج إلى انخفاض 25% من انبعاثات ثاني أكسيد الكبريت بين عامي 1997 و 2004، وقد زاد هذا الانخفاض بنسبة 7.2% بحلول عام 2007. وقد توقف ارتفاع انبعاثات أكاسيد النيتروجين في عام 2007، وانعكس في عام 2008. وباستخدام البنزين الخالي من الرصاص؛ خفض انبعاثات الرصاص في الغلاف الجوي بنسبة 91.5% بين عامي 1997 و 2004. قياسات نوعية الهواء تشير إلى أن الهواء في المناطق الريفية أساساً نظيفة، وأنه في المراكز الحضرية يتوافق عموماً مع المتطلبات القانونية. أهم مصادر غازات الاحتباس الحراري (الغازات الدفيئة) من الانبعاثات في كرواتيا هي: إنتاج الطاقة (72%)، والصناعة (13%)، والزراعة (11%). متوسط الزيادة السنوية لانبعاثات غازات الدفيئة هو 3%، وتبقى في العموم ضمن حدود بروتوكول كيوتو. بين عامي 1990 و 2007، تم تخفيض استخدام المواد المستنفدة لطبقة الأوزون بنسبة 92%، ومن المتوقع أن يكون استخدامها قد ألغي بحلول عام 2015.
على الرغم من كرواتيا لديها موارد المياه كافية تحت تصرفها، لكنها لم تكن موزعة بشكل متجانس على إجمالي مساحة البلاد، وبشكل عام ما زالت تحدث خسائر في شبكة إمدادات المياه بنسبة 44%. وبين عامي 2004 و 2008، ارتفع عدد محطات رصد تلوث المياه السطحية بنسبة 20٪، وأعلنت وكالة البيئة الكرواتية عدد 476 من حالات تلوث المياه في هذه الفترة. في الوقت نفسه انخفضت مستويات التلوث العضوي من النفايات قليلاً، وهو ما يرجع إلى الانتهاء من محطات معالجة الصرف الصحي الجديدة بنسبة زيادة 20% عن السابق لتصل إلى ما مجموعه 101 محطة جديدة. جميع طبقات المياه الجوفية في كرواتيا تعد من أجود الأنواع، وذلك على العكس تماماً من المياه السطحية المتاحة، وجودة المياه السطحية تتغير وتتفاوت بحسب نتائج تحليل المياه وظهور الاكسجين الكيميائي الحيوي والجرثومي. اعتبارا من عام 2008، قدّم حوالي 80% من سكان البلاد طلباً على نظام إمدادات المياه العامة، ولكن فقط 44% من السكان لديهم بالفعل إمكانية الوصول إلى شبكة الصرف الصحي العامة، مع توفر أنظمة الصرف الصحي في الاستخدام. وأشارت وكالة البيئة الكرواتية أيضاً إلى النوعية الجيدة جداً لمياه البحر الأدرياتيكي الذي رُصِد بين عامي 2004 و 2008، وقد تم تحديد مناطق أخرى من التلوث بالقرب من المدن الكبرى الساحلية، في حين تم تحديد مجالات التخثث المتزايد في خليج بكار وخليج كاستيلا وميناء سيبينيك وبالقرب من بلوتشي. وفي الفترة بين عامي 2004 و 2008، حددت وكالة البيئة الكرواتية 283 حالة تلوث بحري (بما في ذلك 128 حالة من السفن وحدها)، وكان ذلك بنسبة انخفاض قدرها 15% مقارنة بالفترة التي يشملها التقرير السابق،  منذ عام 1997 حتى أغسطس 2005.

### استخدام الأرض
بحسب إحصاء عام 2006، احتلت من الغابات والجنبات 26487.6 كيلو متر مربع (10226.9 ميل مربع)؛ أي 46.8% من مساحة كرواتيا. في حين تم استخدام 22841 كيلومتر مربع (8819 ميل مربع) أو 40.4% من تلك الأراضي للاستخدامات الزراعية المتنوعة؛ بما في ذلك 4389.1 كيلومترمربع (1694.6 ميل مربع) أو 7.8٪ من مساحة البلاد في زراعة المحاصيل الدائمة. تظهر المياه الداخلية والشجيرات والغطاء العشبي في مساحة على 4742.1 كيلومتر مربع (1830.9 ميل مربع) أي 8.4% من أراضي بزيادة 539.3 كيلومتر مربع (208.2 ميل مربع) أو 1.0%، وكذلك المستنقعات تغطي 200 كيلومتر مربع (77 ميل مربع) أي 0.4% من مساحة البلاد. كذلك احتلت المناطق التي تم تعميرها من قبل البشر (التي تتكون أساساً من المناطق الحضرية والطرق والغطاء النباتي غير الزراعي والمناطق الرياضية والمرافق الترفيهية الأخرى) مساحة 1774.5 كيلومتر مربع (685.1 ميل مربع)؛ أي 3.1% من مساحة البلاد. فهناك قوة كبيرة دافعة للتغيير استخدام الأراضي في إطار توسيع المستوطنات البشرية والحضرية وشق الطرق.
بسبب حرب الاستقلال الكرواتية، ظهر العديد من حقول الألغام المتبقية في كرواتيا، خاصةً في جبهات القتال السابقة. اعتباراً من عام 2006، تشير الإحصاءات إلى أن حقول الألغام المشتبه بها تغطي 954.5 كيلومتر مربع (368.5 ميل مربع). بحسب إحصاءات عام 2012، توجد 62% من حقول الألغام المتبقية في الغابات، وتوجد 26% منها في الأراضي الزراعية، و12% في أراض أخرى، ومن المتوقع أن إزالة هذه الألغام سوف يكون كاملاً بحلول عام 2019.

### الأقاليم
تنقسم كرواتيا تقسيم إقليمي تقليدي إلى عدد من المناطق الجغرافية المتداخلة في كثير من المناطق. أكبر تلك المناطق وأكثرها تميزاً هي:
- وسط كرواتيا.
- شرق كرواتيا (المجاورة لسلافونيا).
- كرواتيا الجبلية (ليكا وغورسكي كوتار، إلى الغرب من وسط كرواتيا).

تشمل الثلاث أقاليم الجزء الدااخلي أو القاري من كرواتيا. هناك أيضاً كرواتيا الساحلية التي تنقسم إلى منطقتين: دالماتيا أو المنطقة الساحلية الجنوبية، وتقع ما بين عموم منطقة مدينة زادار والطرف الجنوبي من البلاد، والمنطقة الأخرى هي المنطقة الساحلية الشمالية التي تقع شمال دالماتيا، وهي تشمل ساحل كرواتيا وإستريا.

## الجغرافيا البشرية

### تركيب السكان
ظهرت الملامج الديموغرافية للكرواتيين جليّة من خلال التعدادات السكانية التي أجريت -عادة- كل عشر سنوات وتم تحليلها من قبل المكاتب الإحصائية المختلفة منذ عام 1850، وقد بدأ المكتب الكرواتي للإحصاء إنجاز هذه المهمة رسمياً منذ عام 1990. وآخر تعداد سكاني أجرته كرواتيا كان في أبريل عام 2011، بلغ عدد السكان في آخر إحصاء رسمي 4290000 نسمة، وبلغت الكثافة السكانية 78.8 لكل كيلومتر مربع، ومتوسط العمر المتوقع العام عند الولادة 75.7 سنة. ارتفع عدد السكان بثبات -باستثناء من التعدادات التي أجريت في أعقاب الحربين العالميتين من 2.1 مليون نسمة في عام 1857 إلى أن بلغ ذروته عام 1991 بـ 4.7 مليون نسمة. منذ عام 1991، تزايد عدد الوفيات بالبلاد عن عدد المواليد، مما أثّر بسلبيّة على معدل النمو الطبيعي التي ما زالت آثاره حتى الوقت الراهن. كرواتيا حاليا في مرحلة التحول الديموغرافي الرابعة أو الخامسة. أما من حيث التركيب العمري، فيهيمن على السكان قطاع كبار السن (من 5 إلى 64 سنة). العمر المتوسط للسكان من 4 إلى 41، ونسبة الجنسين من مجموع السكان الذكور هو 0.93 ذكر لكل أنثى واحدة.
معظم سكان كرواتيا من الكروات بنسبة 89.6٪، في حين تظهر أقليات أخرى أكبرها الأقلية الصربية بنسبة 4.5٪، كذلك توجد 21 قومية أخرى بالبلاد، ثُمثل كل قومية أقل من 1٪؛ ومع ذلك مُعترف بهم من قِبل الدستور الكرواتي. تم وضع علامة التاريخ الديموغرافي للكرواتيا بحسب الهجرات والنزوحات التاريخية الكبيرة، بما في ذلك قدوم الكروات إلى أرض البلقان؛ ونمو السكان الناطقين باللغتين المجرية والألمانية بعد قيام الاتحاد بين كرواتيا والمجر، وأيضاً الانضمام لإمبراطورية هابسبورغ، والهجرات التي زادت بعد الفتح العثماني، ونمو السكان الناطقين باللغة الإيطالية في إستريا ودالماتيا عندما كانتا تحت حكم جمهورية البندقية. بعد انهيار الإمبراطورية النمساوية المجرية، تراجع عدد السكان المجريين، في حين اضطر السكان الناطقين باللغة الألمانية المغادرة أو الفرار خلال الجزء الأخير من الحرب العالمية الثانية وزادت الهجرة إلى ما بعد الحرب، وقد تعرض السكان الناطقين بالإيطالية لنفس المصير. اتسمت فترة أواخر القرن التاسع عشر والقرن بالعشرين بتزايد الهجرات خارج البلاد بشكل كبير نتيجة لتردي الوضع الاقتصادي للبلاد. بعد انضمام كرواتيا لاتحاد يوغوسلافيا؛ تميزت فترة الأربعينيات والخمسينات في القرن العشرين بعد الوحدة بهجرة الكروات الداخلية إلى باقي الدول التي دخلت في الاتحاد، كذلك اتسمت تلك الفترة بالتوجه نحو الحياة الحضرية. أيضاً حدث هجرات كبيرة نتيجة لحرب الاستقلال الكرواتية، حيث تم تشريد مئات الآلاف.

### التقسيم الإداري
تم تقسيم كرواتيا إلى مقاطعات لأول مرة في العصور الوسطى. وقد تغيرت هذه التقسيمات مع مرور الزمن بفعل خسائر الأراضي لصالح الفتح العثماني واستعادتها والتغيرات في الوضع السياسي لدالماسيا ودوبروفنيك وإستريا. ألغي التقسيم التقليدي للبلاد إلى مقاطعات في عشرينات القرن العشرين، عندما قمست مملكة الصرب والكروات والسلوفينيين البلاد إلى إلى أوبلاستات ثم مملكة يوغوسلافيا إلى بانوفيات. حكم الشيوعيون كرواتيا باعتبارها جزءاً أساسياً من يوغوسلافيا بعد الحرب العالمية الثانية، فألغيت التقسيمات السابقة واستحدثت البلديات، وقسمت كرواتيا إلى ما يقرب من 100 بلدية. استحدثت المقاطعات حسب تشريعات عام 1992، فتغيرت بشكل ملحوظ من حيث المساحة بالنسبة إلى التقسيمات ما قبل عشرينات القرن العشرين: في عام 1918، قسم الجزء الترانسليثاني من كرواتيا إلى ثماني مقاطعات ومراكزها في بيلوفار وغوسبيتش وأوغولين وبوزيغا وفوكوفار وفرازدين وأوسييك وزغرب، أما تشريعات عام 1992 فقد قسم أراضي هذا الإقليم إلى 14 مقاطعة.
تنقسم كرواتيا إدارياً إلى 20 مقاطعة منذ 1992 وأكبر مدنها هي زغرب التي لها السلطة والوضع القانوني لمقاطعة ومدينة بنفس الوقت ويقدر سكانها بحوالي 780 ألف نسمة ومن المدن الأخرى مدينة بولا التي تعرف بنشاطها الصناعي وتصل مساحتها إلى 52 كيلومتر مربع وعدد سكانها 64,000 نسمة، ورييكا وزادار وسبليت التي يبلغ عدد سكان كل منهم 221,456 نسمة، وأوسييك التي يقدر عدد سكانها بـ 114,616 نسمة؛ وتعتبر مركز ثقافي وصناعي هام، وسلافونسكي برود وروفينج التي يقطنها حوالي 13,562 نسمة وتعد من أهم المدن السياحية في كرواتيا، وزادار ودوبروفنيك التي يبلغ عدد سكانها حوالي 42,641 نسمة، وكاستيلا التي يبلغ عدد سكانها 34,000 نسمة.
منذ إعادة تأسيس المقاطعات في عام 1992، قسمت كرواتيا إلى 20 مقاطعة إضافة لمدينة زغرب عاصمة، ومدينة زغرب لها السلطة والوضع القانوني لمقاطعة ومدينة في نفس الوقت. تغيرت حدود المقاطعات في بعض الحالات منذ ذلك الحين، كانت آخرها في عام 2006. وتنقسم المحافظات إلى 127 مدينة و429 بلدية.
تسمّى الوحدات الإدارية في كرواتيا بحسب نظام تسمية الوحدات الإقليمية للإحصاء وتضعها مستويات عدة، المستوى الأول يضع البلد بأكمله في وحدة واحدة، في حين أن كرواتيا مكونة من ثلاث مناطق تمثل المستوى 2-(NUTS) وهي منطقة شمال غرب كرواتيا والمنطقة الوسطى والشرقية (بانونيا) والمنطقة الكرواتية بالبحر الأدرياتيكي التي تشمل جميع المقاطعات على طول ساحل البحر الأدرياتيكي. منطقة شمال غرب كرواتيا تضم مدينة زغرب ومقاطعات زغرب وكرابينا زاغوريه وفرازدين وكوبريفنيكا-كريزفتسي وماجيموريه، أما المنطقة الوسطى والشرقية (بانونيا) فتضم ما تبقى من مناطق وهي مقاطعات بيلوفار-بيلوغورا وفيروفيتيكا-بودرافينا وبوزيغا-سلافونيا وبرود-بوسافينا وأوسييك-بارانيا وفوكوفار-سيرميا وكارلوفاتش وسيساك-موسلافينا. المقاطعات الفردية ومدينة زغرب تمثل المستوى 3-(NUTS) في كرواتيا.
| المقاطعات             | العاصمة        | المساحة (كم²) | السكان  |
| --------------------- | -------------- | ------------- | ------- |
| بيلوفار-بيلوغورا      | بيلوفار        | 2,652         | 119,743 |
| برود-بوسافينا         | سلافونسكي برود | 2,043         | 158,559 |
| دوبروفنيك-نيريتفا     | دوبروفنيك      | 1,783         | 122,783 |
| إستريا                | بازين          | 2,820         | 208,440 |
| كارلوفاتش             | كارلوفاتش      | 3,622         | 128,749 |
| كوبريفنيكا-كريزفتسي   | كوبريفنيكا     | 1,746         | 115,582 |
| كرابينا-زاغوريه       | كرابينا        | 1,224         | 133,064 |
| ليكا سني              | غوسبيتش        | 5,350         | 51,022  |
| ماجيموريه             | تشاكوفيتش      | 730           | 114,414 |
| أوسييك-بارانيا        | أوسييك         | 4,152         | 304,899 |
| بوزيغا-سلافونيا       | بوزيغا         | 1,845         | 78,031  |
| بريموريه-غورسكي كوتار | رييكا          | 3,582         | 296,123 |
| شيبينيك-كنين          | شيبينيك        | 2,939         | 109,320 |
| سيساك-موسلافينا       | سيساك          | 4,463         | 172,977 |
| سبليت-دالماسيا        | سبليت          | 4,534         | 455,242 |
| فرازدين               | فرازدين        | 1,261         | 176,046 |
| فيروفيتيكا-بودرافينا  | فيروفيتيكا     | 2,068         | 84,586  |
| فوكوفار-سيرميا        | فوكوفار        | 2,448         | 180,117 |
| زادار                 | زادار          | 3,642         | 170,398 |
| مقاطعة زغرب           | زغرب           | 3,078         | 317,642 |
| مدينة زغرب            | زغرب           | 641           | 792,875 |

### التحضر
يبلغ متوسط معدل التحضر في كرواتيا 56%، مما يوضح تنامي سكان الحضر وتقلص عدد سكان الريف. أكبر المدن هي زغرب عاصمة البلاد، يبلغ عدد سكان المناطق الحضرية بها 686,568 نسمة في المدينة نفسها دون الضواحي والتوابع. منطقة العاصمة زغرب تشمل 341 مستوطنة إضافية، وبحلول عام 2001، وصل عدد سكان المنطقة إلى 978,161 نسمة؛ مع إن حوالي 60% من سكان مقاطعة زغرب ويعيش في منطقة زغرب العاصمة، وهم يمثلون كذلك حوالي 41% من إجمالي سكان الحضر في البلاد. مدن سبليت ورييكا هي أكبر المدن الكرواتية المطلة على الساحل الأدرياتيكي، يبلغ عدد سكان كل منهما أكثر من 100,000 نسمة في كل مدينة. هناك أربعة مدن أخرى يتجاوز عدد السكان بهم 50,000 نسمة؛ وهي: أوسييك وزادار وبولا وسلافونسكي برود، أيضاً تظهر سيسفتيه بمقاطعة زغرب كمنطقة مكتظة بالسكان؛ على الرغم أن لها وضع مستقل خاص؛ فهي ليست مدينة بمعنى الكلمة. وأيضا عدد كبير من السكان مثل. هناك أيضاً إحدى عشر مدينة كرواتية أخرى يزيد عدد السكان بكل مدينة أكثر من 20,000 نسمة.
| زغرب سبليت | 1  | زغرب           | زغرب                         | 790,017 | رييكا أوسييك |
| زغرب سبليت | 2  | سبليت          | مقاطعة سبليت-دالماسيا        | 178,102 | رييكا أوسييك |
| زغرب سبليت | 3  | رييكا          | مقاطعة بريموريه-غورسكي كوتار | 128,624 | رييكا أوسييك |
| زغرب سبليت | 4  | أوسييك         | مقاطعة أوسييك-بارانيا        | 108,048 | رييكا أوسييك |
| زغرب سبليت | 5  | زادار          | مقاطعة زادار                 | 75,062  | رييكا أوسييك |
| زغرب سبليت | 6  | بولا (مدينة)   | مقاطعة إستريا                | 57,460  | رييكا أوسييك |
| زغرب سبليت | 7  | سلافونسكي برود | مقاطعة برود-بوسافينا         | 59,141  | رييكا أوسييك |
| زغرب سبليت | 8  | كارلوفاتش      | مقاطعة كارلوفاتش             | 55,705  | رييكا أوسييك |
| زغرب سبليت | 9  | فاراجدين       | مقاطعة فرازدين               | 46,946  | رييكا أوسييك |
| زغرب سبليت | 10 | شيبينيك        | مقاطعة شيبينيك-كنين          | 46,332  | رييكا أوسييك |